# Burkartia lanigera
Burkartia lanigera là một loài thực vật có hoa trong họ Cúc. Loài này được (Hook. & Arn.) Crisci mô tả khoa học đầu tiên năm 1976.